# Religion à New York
Religion à New York (2014),
- Église Catholique (33 %)
- Protestantisme (23 %)
- Église orthodoxe (1 %)
- Autres chrétiens (2 %)
- Sans religion (24 %)
- Judaïsme (8 %)
- Islam (3 %)
- Hindouisme (3 %)
- Autres religions (2 %)
- Pas de réponses (1 %)

La religion à New York renvoie à la diversité des appartenances et pratiques religieuses des communautés en présence. Le phénomène historique d'immigration qui est toujours à l'œuvre dans la ville New York a créé au fil des siècles une configuration religieuse particulière, partagée en partie par d'autres centres d'immigration américains. L'analyse du fait religieux à New York a posé les questions du sécularisme de la ville par rapport à la religiosité américaine, certains sociologues des religions ayant parlé d'un « exceptionnalisme de New York », et des mutations des confessions en présence.

## Histoire
Pieter Stuyvesant, gouverneur de La Nouvelle-Amsterdam et fervent protestant, tenta en 1656 d'imposer l'unité religieuse à la colonie. La compagnie occidentale des Indes s'y opposa, de crainte que cela ne nuise au commerce, car déjà à cette époque, New York était une mosaïque de religions. De nos jours, plus de 100 confessions s'y côtoient. Le catholicisme est la religion prépondérante, même si la communauté juive y est la plus importante en dehors d'Israël avec ses quelque 3 millions de membres.

## Statistiques
Selon l’association of religion data archives (ARDA), une étude de 2000 sur la région de New York (21 « comtés », d’une population de 21 104 292 habitants) révélait la présence de 8 947 233 catholiques, 11 695 652 protestants (principalement baptistes), 48 498 évangéliques et 159 371 orthodoxes, une estimation de 2 282 000 juifs et de 331 045 musulmans, les autres étant sous le label « autres » et 7 928 795 sans religion.

## Christianisme

### Église catholique
L'archidiocèse de New York compte 2 521 087 fidèles catholiques, soit 45 % de la population totale. Historiquement, le nombre de catholiques a augmenté à la suite des vagues d'immigration d'Italiens, d'Irlandais et de Portoricains.

### Les protestants nativistes
Le protestantisme demeura jusqu'au milieu du XIXe siècle la religion dominante. Après l'immigration massive de catholiques irlandais et allemands, la moitié de la population pratiquait le catholicisme vers 1864.

### Les communautés chrétiennes noires
À la fin du XVIIIe siècle, face à la discrimination et à la ségrégation raciale, un groupe de Noirs new-yorkais formèrent leur propre confession. Aujourd'hui, la plupart des églises noires de New York, dont la fameuse Abyssinian Baptist Church, sont à Harlem. Les communautés les plus nombreuses sont les baptistes, les méthodistes, les pentecôtistes.

### Lestémoins de Jéhovah
Ils représentent l'un des plus importants mouvements chrétiens de New York et publient deux magazines depuis leurs sièges de Brooklyn. Diffusés à plus de 10 millions d'exemplaires, ils existent en 112 langues.

## Lejudaïsme
Plus d'un million de Juifs orthodoxes d'Europe de l'Est parlant le yiddish se sont installés à New York entre 1880 et 1910. Ils ont fondé des quotidiens, des compagnies théâtrales, des associations politiques socialistes et des syndicalistes. Après la seconde guerre mondiale, les Juifs de New York ont soutenu la création d'un État juif en Palestine et se sont mobilisés pour obtenir du gouvernement une aide pour Israël.

### LesLoubavitch
Le quartier général mondial du Rabbi de Loubavitch se situe à Brooklyn New York dans le quartier de Crown-heights. Les Loubavitchs sont présents dans tous les quartiers de New-york. Toutefois la principale synagogue de ce mouvement, le "Seven seventy", se situe à Eastern Parkway, au numéro 770 de l'avenue. Autour de cette synagogue résident quelque 20000 Loubavitchs.

## L'islam
Il ne s'est répandu que dans la moitié du XXe siècle. La moquée du Centre culturel islamique de New York est inaugurée en 1991. Il se situe à l'angle de la 96e Rue et la Troisième Avenue.

## Lebouddhisme
L'imposante statue de Shinran-Shonin, le fondateur de la secte bouddhiste Jodo Shinshu, veille sur le temple de New York, construit en 1938 sur Riverside Drive. Cette statue, érigée originellement à Hiroshima, à 2,5 km du lieu de l'explosion de la bombe, fut transportée à New York en 1955 pour rappeler l'horreur atomique et symboliser un espoir de paix durable dans le monde.